# Dorian Jr.
Dorian Junior Hanza Meha znany jako Dorian Jr. (ur. 12 maja 2001 w Fuenlabradzie) – piłkarz z Gwinei Równikowej grający na pozycji napastnika. Od 2021 jest zawodnikiem klubu UP Langreo, do którego jest wypożyczony z Cultural y Deportiva Leonesa.

## Kariera klubowa
Swoją karierę piłkarską Dorian Jr. rozpoczynał w juniorach takich klubów jak: Atlético Fuenlabreño (2015-2018) i Alcobendas CF (2018-2020). W 2020 roku został zawodnikiem EI San Martín. W 2021 przeszedł do Cultural y Deportiva Leonesa, z którego w lipcu 2021 został wypożyczony do UP Langreo.

## Kariera reprezentacyjna
W reprezentacji Gwinei Równikowej Dorian Jr. zadebiutował 16 listopada 2021 w zremisowanym 1:1 meczu eliminacji do MŚ 2022 z Mauretanią, rozegranym w Nawakszucie. W 2022 roku został powołany do kadry na Puchar Narodów Afryki 2021. Na tym turnieju wystąpił w czterech meczach: grupowych z Wybrzeżem Kości Słoniowej (0:1), z Algierią (1:0), ze Sierra Leone (1:0) i w 1/8 finału z Mali (0:0, k. 6:5).